# Billets de Bill
Billets de Bill est le 21e album de la série de bande dessinée Boule et Bill de Jean Roba. L'ouvrage est publié en 1987.

## Historique
En 1999, à l'occasion des 40 ans de la série, la collection a été refondue : les albums, qui comportaient auparavant 64, 56 ou 48 pages, sont uniformisés en 44 planches. Leur nombre passe ainsi de 21 à 24. Ainsi, Billets de Bill, qui avait le numéro 21, porte désormais le n° 24.

## Présentation de l'album
Boule, un petit garçon comme les autres, a comme meilleur copain Bill, son cocker facétieux. Outre Boule, Bill a une autre grande passion : Caroline, la mignonne tortue... L'album comporte une succession de bêtises et d'espiègleries de Boule et Bill.

## Personnages principaux
- Boule, le jeune maître de Bill.
- Bill, le cocker roux susceptible et farceur.
- Caroline, la tortue romantique amoureuse de Bill.
- Pouf, le meilleur ami de Boule.
- Les parents de Boule.

### Articles externes
- « Boule et Bill -21- Billets de Bill », sur bedetheque.com.
- Boule et Bill - Tome 24 : Billets de Bill sur dupuis.com (consulté le 13 mars 2022).